# Willem Hendrik Kam
Willem Hendrik Kam (Dreischor, 3 mei 1844 – Amersfoort, 29 september 1925) was een Nederlands architect die vooral bekend is door zijn bijdrage aan gebouwen in Amersfoort. Kam werkte veel samen met H. Kroes. Kam was van 1871 tot 1909 gemeente-architect van Amersfoort.
Kam heeft in Amersfoort zowel het poortgebouw van de Joodse Begraafplaats (1873) ontworpen als het poortgebouw van de Algemene Begraafplaats Amersfoort (1898), gelegen aan de Soesterweg. Ook heeft Kam verschillende panden ontworpen of verbouwd aan de Langestraat en de Langegracht. In 1880 heeft Kam het Gymnasium aan de Westsingel ontworpen.